# Joris Herst

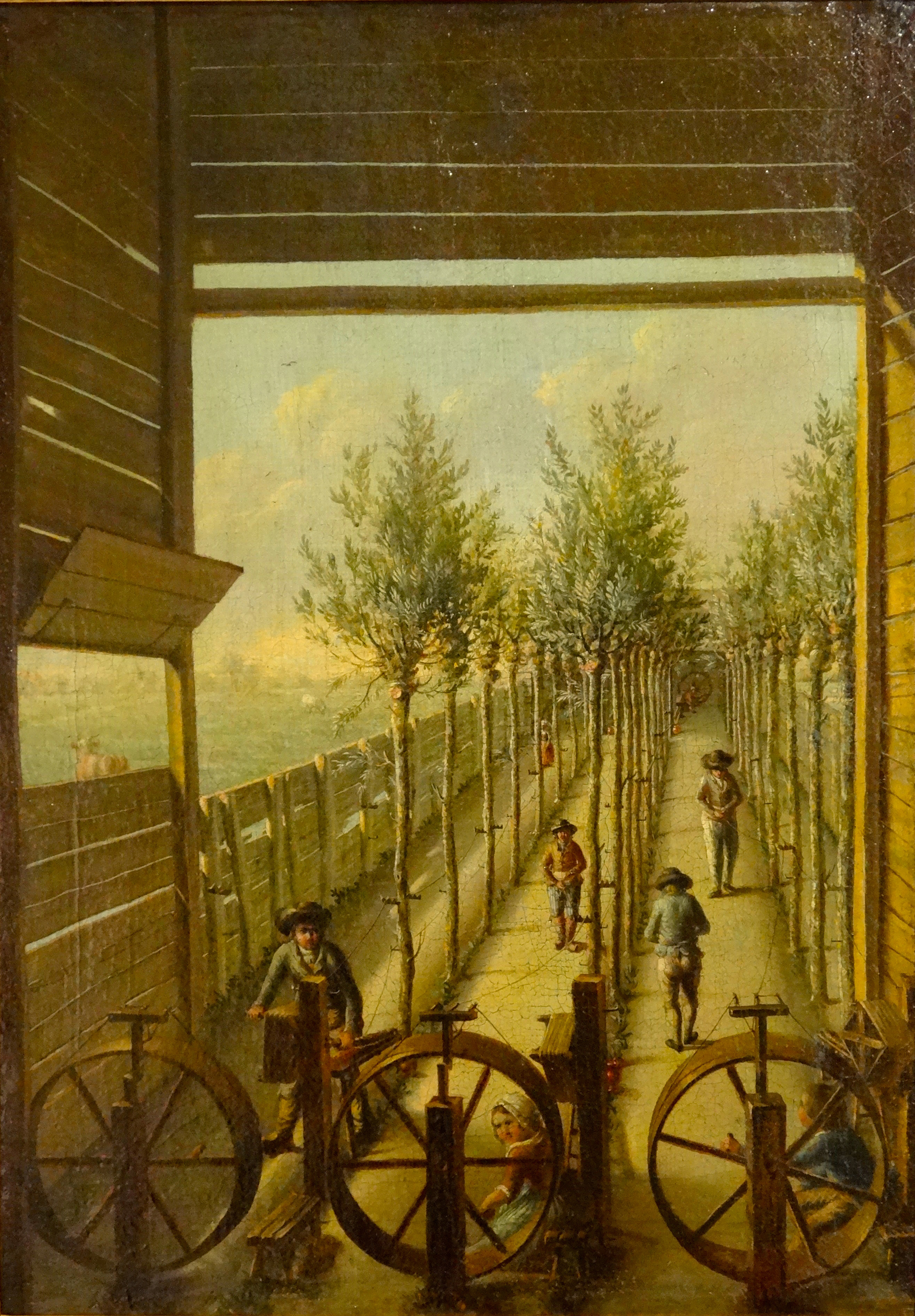
Een kleingarenbaan aan het Jaagpad langs de Gouwe in Gouda geschilderd door Joris Herst in 1795

Iohannes (Joris) Herst was een Noord-Nederlandse kunstschilder.
Van Herst is maar één werk bekend, dat is opgenomen in de museale collectie van het Museum Gouda. Het betreft een in 1795 met olieverf geschilderd doek van een kleingarenbaan in Gouda. Dit werk werd in 2008 door Henk van Os uitgekozen voor de tentoonstelling "De ontdekking van Nederland - Vier eeuwen landschap verbeeld door Hollandse meesters".  Louise Fresco liet aan de hand van dit werk zien hoe stad en landschap in de 18e eeuw waren verweven.
De door Herst geschilderde kleingarenbaan lag aan het Jaagpad langs de Gouwe, waar de familie De Koster het kleingarenbedrijf uitoefende. Cornelis de Koster (1763-1826) was evenals zijn neef Barend de Koster (1774-1823) kleingarenfabrikant aan het Jaagpad, diens broer Ary de Koster (1771-1846) was kleingarenfabrikant aan de overzijde van het Jaagpad aan de Wachtelstraat te Gouda. Het schilderij van Herst zou door een zoon van Ary aan het Goudse Museum zijn geschonken. In zijn beschrijving van de geschiedenis van de lijndraaierij in Gouda gebruikte J.P.A. van Catz het schilderij van Herst als illustratiemateriaal.
Het werk van Herst wordt regelmatig gebruikt als een illustratie van de wijze waarop in de sector van de kleingarenspinnerij omgegaan werd met kinderarbeid.